# Margarete Schramböck

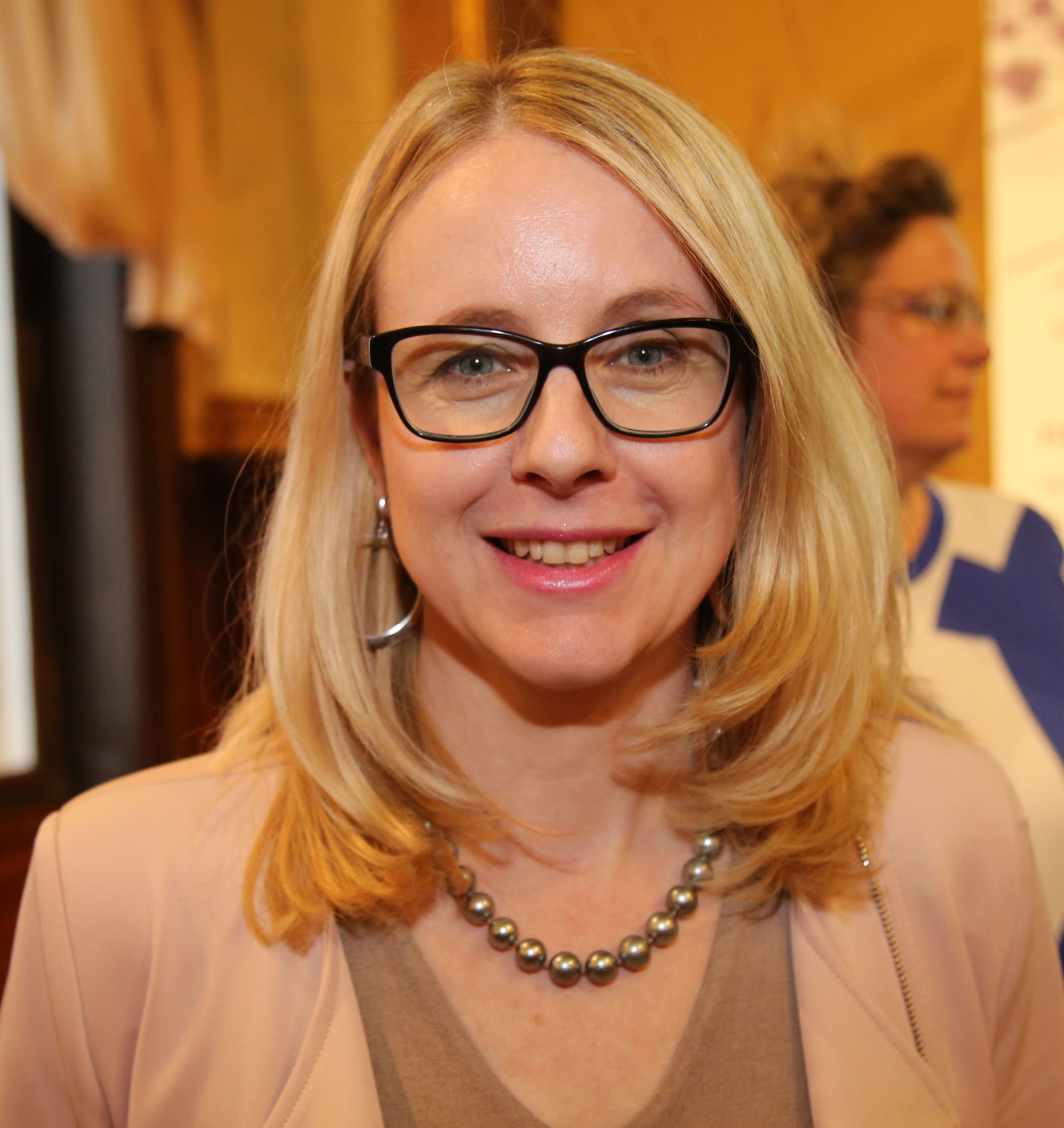
Margarete Schramböck (2015)

Margarete Schramböck (* 12. Mai 1970 in St. Johann in Tirol) ist eine österreichische Managerin und Politikerin (ÖVP). Von 2018 bis 2019 war sie Bundesministerin für Digitalisierung und Wirtschaftsstandort der Republik Österreich. Seit 2020 hatte sie das Amt als Mitglied der Bundesregierungen Kurz II, Schallenberg und Nehammer erneut inne, bis sie am 9. Mai 2022 ihren Rücktritt erklärte. Seit 2023 arbeitet sie für den Ölkonzern Saudi Aramco. Sie lobte den Fortschritt von Frauenrechten in Saudi-Arabien.

## Leben

### Studium
Margarete Schramböck studierte nach dem Schulbesuch des Bundesgymnasiums St. Johann in Tirol ab 1989 Betriebswirtschaftslehre an der Wirtschaftsuniversität Wien, das Studium schloss sie 1994 als Magistra ab. 1997 promovierte sie dort mit einer Dissertation über Unternehmensberatung. Anschließend studierte sie an der Universität Lyon, das Studium beendete sie 1999 als Master of Business Administration (MBA).

### Wirtschaft
Ab 1995 war sie in verschiedenen Funktionen für Alcatel tätig, etwa als interne Auditorin für Zentral- und Osteuropa und als Leiterin der technischen Abteilungen und des Vertriebs. Mit der Gründung von NextiraOne im Jahr 2002 übernahm sie die Geschäftsführung der NextiraOne in Österreich. Von Dezember 2008 bis Dezember 2011 hatte sie zusätzlich auch die Leitung der NextiraOne Deutschland inne. Nach der Übernahme des Unternehmens durch Dimension Data im Jahr 2014 fungierte sie als Managing Director von Dimension Data Austria.
Von 2016 bis 2017 war sie Leiterin der A1 Telekom Austria. Sie besaß einen von 2010 bis 2018 gültigen Gewerbeschein als „Humanenergetikerin“, übte den Beruf aber nicht aus.
Im Juni 2022 gründet sie die Unternehmensberatung MSCH Management GmbH. Schramböck ist Board Member der im Jänner 2023 gegründeten Aramco Digital. Im Oktober 2023 wurde sie Aufsichtsratsmitglied der Hueck Folien GmbH.

### Politik
Margarete Schramböck war von 18. Dezember 2017 bis 7. Jänner 2018 Bundesministerin für Wissenschaft, Forschung und Wirtschaft, ab dem 8. Jänner 2018 war sie Bundesministerin für Digitalisierung und Wirtschaftsstandort in der Bundesregierung Kurz I. Sie wurde zunächst als Parteilose von der ÖVP für dieses Amt nominiert. Seit der Angelobung zur Ministerin ist Schramböck Mitglied des Landesparteivorstandes der Tiroler Volkspartei.
Bei der Nationalratswahl 2019 kandidierte sie als ÖVP-Spitzenkandidatin im Landeswahlkreis Tirol sowie auf Platz vier der ÖVP-Bundesliste. Von Sebastian Kurz wurde sie im Oktober 2019 für sein Team für die Regierungsverhandlungen nominiert. Im Zuge der Koalitionsverhandlungen mit den Grünen verhandelte sie den Bereich Bildung, Wissenschaft, Forschung und Digitalisierung. In der Bundesregierung Kurz II wurde sie erneut Wirtschaftsministerin. Ihr Nationalratsmandat ging an Alexandra Tanda.
Kurz vor dem Bundesparteitag der ÖVP am 14. Mai 2022 gab sie am 9. Mai 2022 ihren Rücktritt als Wirtschaftsministerin bekannt, nachdem zuvor auch Landwirtschaftsministerin Elisabeth Köstinger ihren Rücktritt verkündet hatte. Außerdem verzichtete sie auf ihr Nationalratsmandat. Ihre Agenden als Wirtschaftsministerin gingen zusätzlich an den Bundesminister für Arbeit Martin Kocher, dem mit Susanne Kraus-Winkler eine Staatssekretärin zur Seite gestellt wurde.

## Auszeichnungen
- 2017: Tirolerin des Jahres[30]
- 2017: WU-Managerin des Jahres[31]